# Медаль Перкина
Медаль Пе́ркина — ежегодно присуждаемая награда американского подразделения Общества химической промышленности для учёного, проживающего в США за «инновации в области прикладной химии, результатом которых стал выдающийся коммерческий успех». Считается высшей наградой США в области химической промышленности.
Награда была учреждена в 1906 году в честь 50-летия с момента открытия мовеина — первого в мире синтетического красителя, английским химиком Уильям Генри Перкином и названа его именем. Первая награда была вручена Уильяму Перкину во время его визита в США за год до смерти. Следующая награда была вручена в 1908 году и с тех пор присуждается каждый год.

## Награждённые медалью Перкина
- 1906 — Сэр Уильям Генри Перкин
- 1908 — Дж. Б. Ф. Херресхофф
- 1909 — Арно Бер[нем.]
- 1910 — Эдвард Ачесон
- 1911 — Чарльз Холл
- 1912 — Герман Фраш[англ.]
- 1913 — Джеймс Гейли[англ.]
- 1914 — Хайат, Джон
- 1915 — Эдвард Вестон
- 1916 — Лео Хендрик Бакеланд
- 1917 — Эрнст Твитчел[нем.]
- 1918 — Огюст Росси
- 1919 — Фредерик Коттрелл[англ.]
- 1920 — Чарльз Чандлер[англ.]
- 1921 — Уиллис Уитни
- 1922 — Уильям Бертон[англ.]
- 1923 — Милтон Уитакер[англ.]
- 1924 — Фредерик Бекет
- 1925 — Хью Мур
- 1926 — Ричард Б. Мур
- 1927 — Джон Типл[англ.]
- 1928 —  Ирвинг Ленгмюр
- 1929 — Евгений Салливан
- 1930 — Герберт Доу
- 1931 — Артур Литл[англ.]
- 1932 — Чарльз Берджесс[англ.]
- 1933 — Джордж Оенслегер[англ.]
- 1934 — Колин Финк
- 1935 — Джордж Курми[англ.], младший
- 1936 — Уоррен Льюис[англ.]
- 1937 — Томас Мидгли, младший
- 1938 — Фрэнк Тон
- 1939 — Вальтер Лэндис
- 1940 — Чарльз Стин[англ.]
- 1941 — Джон Дорр[англ.]
- 1942 — Мартин Иттнер[англ.]
- 1943 — Роберт Уилсон
- 1944 — Гастон Дюбуа
- 1945 — Элмер Болтон[англ.]
- 1946 — Фрэнсис Фрари
- 1947 — Роберт Раннелс Уильямс[англ.]
- 1948 — Кларенс Белки
- 1949 — Карл Минер
- 1950 — Эгер Мерфри
- 1951 — Генри Говард
- 1952 — Роберт Бёрнс
- 1953 — Чарльз Томас[англ.]
- 1954 — Роджер Адамс
- 1955 — Роджер Уильямс
- 1956 — Эдгар Бриттон
- 1957 —  Гленн Теодор Сиборг
- 1958 — Вильгельм Кролл
- 1959 — Эжен Гудри
- 1960 —  Карл Фолкерс[англ.]
- 1961 — Карл Пруттон[англ.]
- 1962 — Евгений Рочов[англ.]
- 1963 — Уильям Бейкер[англ.]
- 1964 — Уильям Спаркс[англ.]
- 1965 —  Карл Марвел
- 1966 —  Мэнсон Бенедикт
- 1967 —  Владимир Гензель[англ.]
- 1968 — Генри Хасс
- 1969 — Роберт Кернс[англ.]
- 1970 — Милтон Харрис[англ.]
- 1971 — Джеймс Хайд[англ.]
- 1972 — Роберт Бернс МакМуллин
- 1973 — Теодор Кэрнс[англ.]
- 1974 — Эдвин Лэнд
- 1975 — Карл Джерасси
- 1976 —  Льюис Саретт[англ.]
- 1977 —  Пол Джон Флори
- 1978 — Дональд Отмер[англ.]
- 1979 — Джеймс Идол, младший
- 1980 — Герман Френсис Марк
- 1981 — Ральф Ландау[англ.]
- 1982 —  Герберт Чарльз Браун
- 1983 — Брюс Ханней[англ.]
- 1984 —  Джон Синфелт[англ.]
- 1985 — Пол Вайс[исп.]
- 1986 — Петр Регна
- 1987 — Пол Хоган[англ.] и Роберт Банкс[англ.]
- 1988 — Джеймс Рот
- 1989 — Фредерик Кэрол
- 1990 — Джон Франц[англ.]
- 1991 — Мигель Ондетти[англ.]
- 1992 — Эдит Фланиген[англ.]
- 1993 — Романкив, Любомир
- 1994 — Маринус Лос
- 1995 — Делберт Мейер
- 1996 — Марион Фрэнсис
- 1997 — Стефани Кволек
- 1998 — Дэвид Брайант[англ.]
- 1999 — Альберт Карр
- 2000 — Норман Ли[англ.]
- 2001 — Эльза Рейчманис[англ.]
- 2002 — Пол Андерсон[англ.]
- 2003 — Уильям Джойс
- 2004 — Гордон Мур
- 2005 — Роберт Гор[англ.]*
- 2006 — Джеймс Стивенс[англ.]
- 2007 — Герберт Бойер
- 2008 — Ян Шенкленд
- 2009 — Ричард Силверман[англ.]
- 2010 —  Рональд Бреслоу
- 2011 — Родни Банкс[англ.]
- 2012 — Роберт Лангер
- 2013 — Брюс Рот[англ.]
- 2014 — John C. Warner[англ.]
- 2015 — Cynthia A. Maryanoff[англ.]
- 2016 — Peter Trefonas[англ.]
- 2017 — Ann E. Weber[англ.][5]